# Rampla Juniors FC

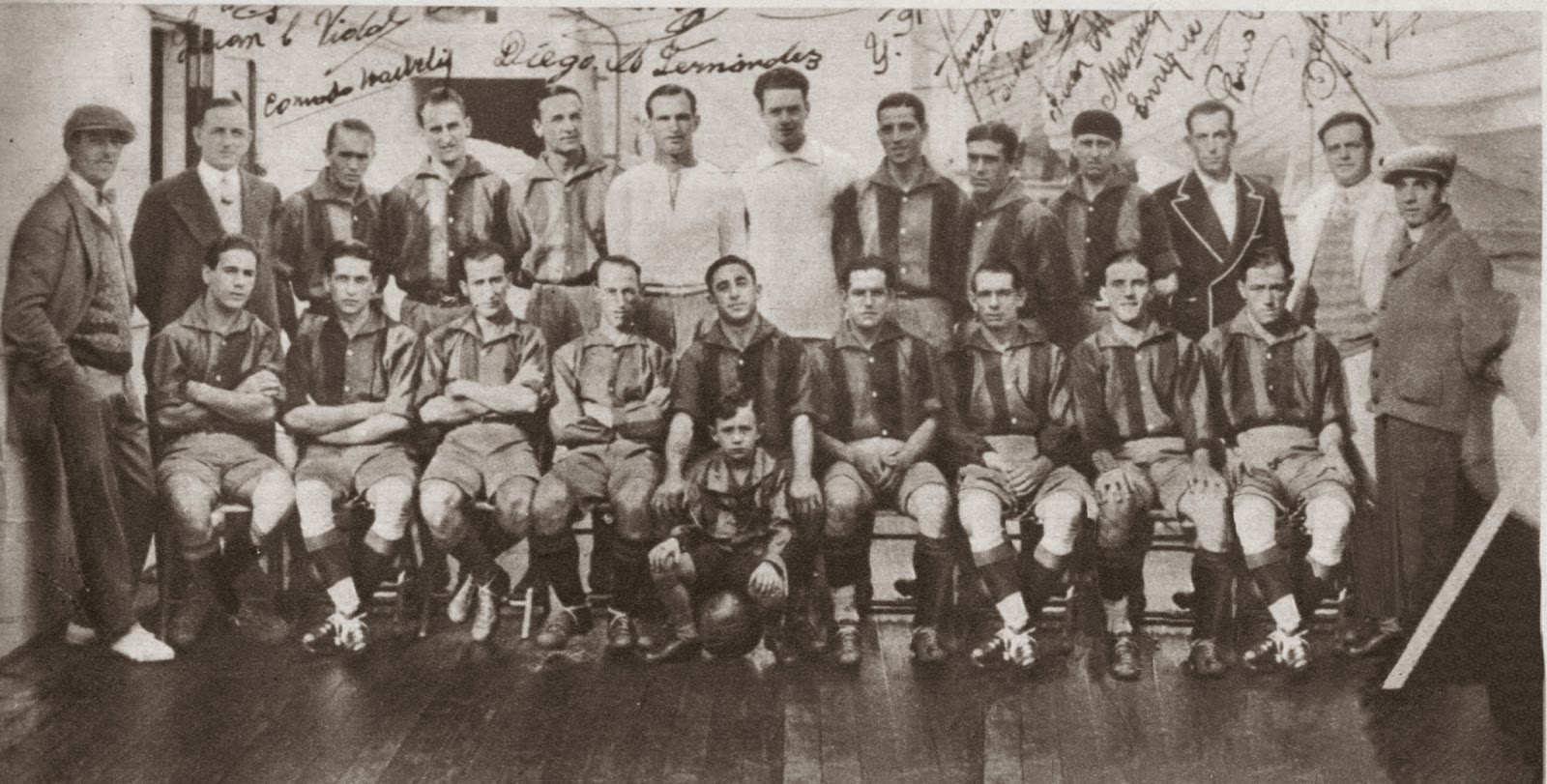
Kampioensteam van 1927

Rampla Juniors is een Uruguayaanse voetbalclub uit Montevideo.

## Geschiedenis
De club speelde in 1922 voor het eerst in de hoogste klasse en werd in 1927 landskampioen. In 1943 degradeerde de club een eerste keer, maar kon onmiddellijk terugkeren. Na een nieuwe degradatie in 1970 duurde het tot 1981 vooraleer de club terug kon promoveren. Sindsdien speelt de club regelmatig een aantal seizoenen op rij in de hoogste klasse en degradeerde opnieuw in 2019.

## Erelijst
- Landskampioen

1927

## Trivia
- Een van de bekendste supporters is de populaire zangeres Natalia Oreiro, haar vader is algemeen directeur bij de club.[1]